# Kidaste
Kidaste – wieś w Estonii, w prowincji Hiuma, w gminie Kõrgessaare.
W 2012 roku wieś liczyła 19 mieszkańców; w październiku 2010 – 19, w grudniu 2009 – 23.